# Absolution (album)
Absolution là album phòng thu thứ ba của nhóm alternative rock người Anh, Muse. Được phát hành vào ngày 21 tháng 9 năm 2003 tại Anh và 23 tháng 3 năm 2004 tại Mỹ. Album đi theo hướng của những album trước đồng thời có xu hướng nói về chủ đề tận thế. Vào năm 2009, Kerrang! bình chọn đây là album hay thứ nhì trong thế kỉ 21 cho đến thời điểm đó (những album trước của Muse, Origin of Symmetry và Black Holes and Revelations, cũng xuất hiện trong top 50).

## Việc sáng tác
Nhóm dành gần hết năm 2002 để thu âm Absolution với Rich Costey. Album được thu âm ở các phòng thu ở Los Angeles và London. Bellamy nói rằng nhóm đã ra một quyết định đúng đắn khi cùng nhau ngồi trong một căn phòng và sáng tác, đặt thời gian sang một bên để thu âm album, vì công đoạn thu âm của album trước được sắp xếp rất vội vàng.
Absolution mang đến rất nhiều chủ đề trong âm nhạc và lời bài hát mà sau này nó sẽ trở thành thương hiệu của Muse, ví dụ như sự ảnh hưởng của nhạc rock giao hưởng trong "Butterflies and Hurricanes", nhạc cổ điển trong "Blackout", và nhạc điện tử trong "Endlessly". Lời bài hát trong album đề cập đến sự sợ hãi, ngờ vực, những thành tựu của cá nhân và niềm vui. Bellamy nói rằng sự khởi đầu của chiến tranh Iraq đã ảnh hưởng đến việc sáng tác của họ. Những ảnh hưởng trong mặt âm nhạc và chủ đề trong lời bài hát khá mới đối với Muse ở thời điểm đó và sau này được phát triển thêm trong những album sau, đặc biệt là album phòng thu thứ 5, The Resistance.
Ca khúc ghi ở mặt B là "Fury" và "Soldier's Poem" của Black Holes and Revelations là những tác phẩm bị loại ra trong thời kì Absolution. "Fury" bị loại bỏ vì Chris Wolstenholme và Dominic Howard thích "The Small Print" hơn, mặc dù Matt Bellamy đã có ý định cho "Fury" vào danh sách bài hát của album.

## Phát hành và quảng cáo
Absolution được ra mắt vào 23 tháng 9 năm 2003 dưới hình thức đĩa CD và vinyl. Đây là album đầu tiên dưới nhãn của A&E Records. Album có tổng cộng 6 đĩa đơn, trong đó single đầu tiên là Stockholm Syndrome chỉ có dưới hình thức tải về qua mạng. Vì những điều khoản trong hợp đồng, ban nhạc không thể cho phép tải bài hát miễn phí nên mức giá là 0.99 đô la Mĩ đã được đặt ra. Và đã có hơn 20,000 lượt tải về.
"Blackout" đã có mặt trong bộ phim Southland Tales vào năm 2006.

## Danh sách bài hát
Tất cả lời bài hát được viết bởi Matthew Bellamy; tất cả nhạc phẩm được soạn bởi Muse.
| STT | Nhan đề                       | Thời lượng |
| --- | ----------------------------- | ---------- |
| 1.  | "Intro"                       | 0:22       |
| 2.  | "Apocalypse Please"           | 4:12       |
| 3.  | "Time Is Running Out"         | 3:56       |
| 4.  | "Sing for Absolution"         | 4:54       |
| 5.  | "Stockholm Syndrome"          | 4:58       |
| 6.  | "Falling Away with You"       | 4:40       |
| 7.  | "Interlude"                   | 0:37       |
| 8.  | "Hysteria"                    | 3:47       |
| 9.  | "Blackout"                    | 4:22       |
| 10. | "Butterflies and Hurricanes"  | 5:01       |
| 11. | "The Small Print"             | 3:28       |
| 12. | "Endlessly"                   | 3:49       |
| 13. | "Thoughts of a Dying Atheist" | 3:11       |
| 14. | "Ruled by Secrecy"            | 4:54       |